# Jeg er skyldig
Jeg er skyldig er en amerikansk stumfilm fra 1921 af Jack Nelson.

## Medvirkende
- Louise Glaum som Connie MacNair
- Mahlon Hamilton som Robert MacNair
- Claire Du Brey som Trixie
- Joseph Kilgour som Teddy Garrick
- Ruth Stonehouse som London Hattie
- May Hopkins som Molly May
- George Cooper som Dillon
- Michael D. Moore
- Frederick Ko Vert